# Narmashir
Narmāshīr (farsi نرماشیر) è una città dello shahrestān di Narmashir, circoscrizione Centrale, nella provincia di Kerman. Aveva, nel 2006, una popolazione di 3.966 abitanti. 